# Епархия Сан-Жуан-дел-Рея

Церковь святого Франциска, Сан-Жуан-дел-Рей, Бразилия

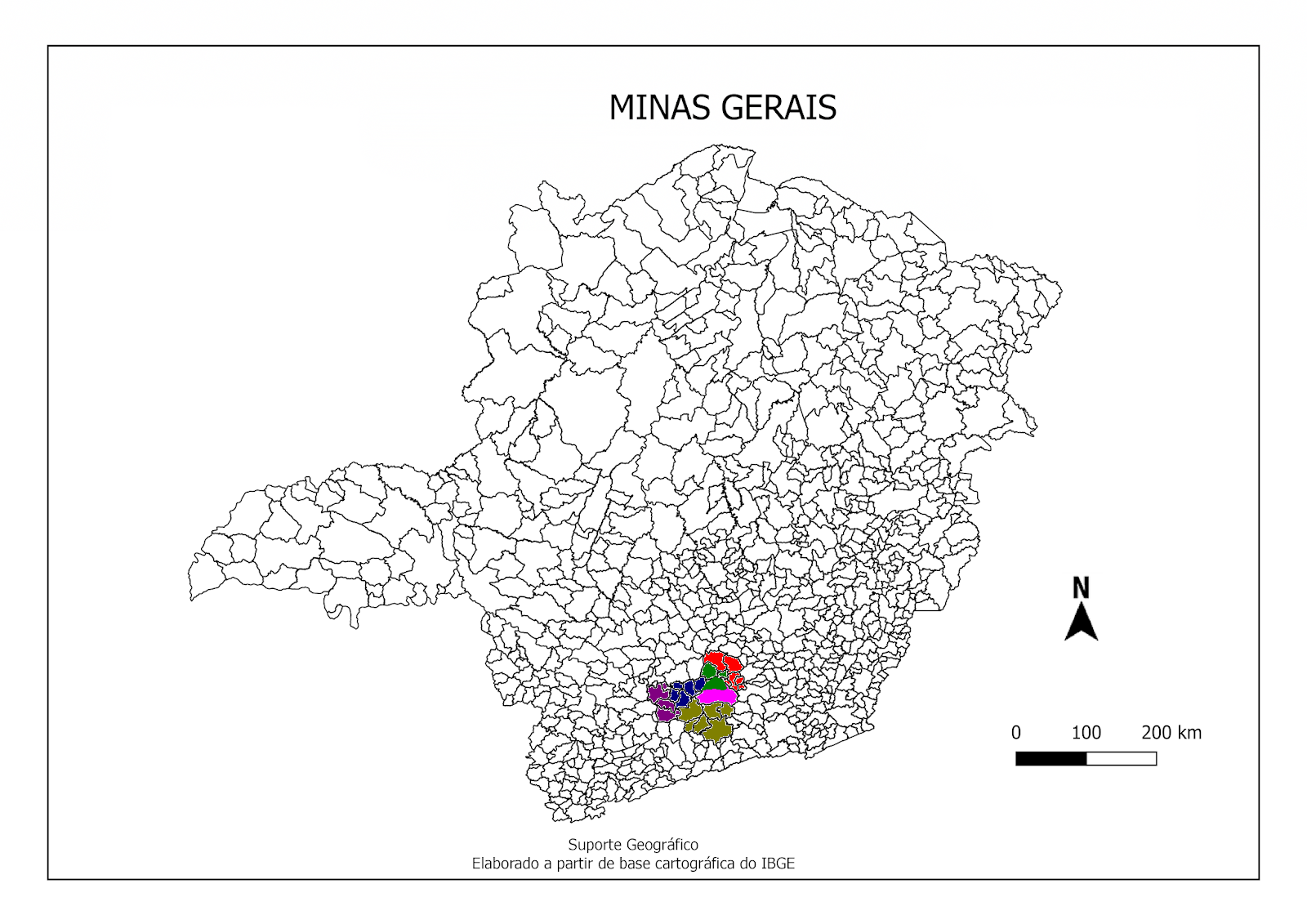

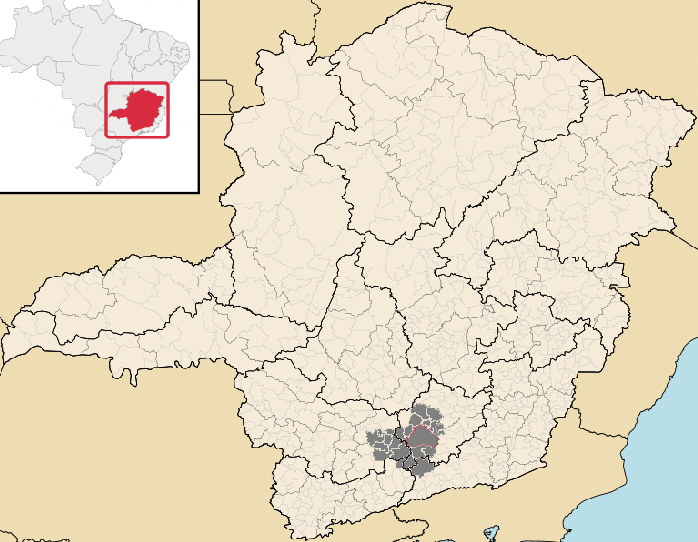
Епархия Сан-Жуан-дел-Рея.

Regional CNBB Leste 2.

 Епархия Сан-Жуан-дел-Рея  (лат. Dioecesis Sancti Ioannis a Rege) — епархия Римско-Католической церкви с центром в городе Сан-Жуан-дел-Рей, Бразилия. Епархия Сан-Жуан-дел-Рея входит в митрополию Жуис-ди-Форы. Кафедральным собором епархии Сан-Жуан-дел-Рея является собор Пресвятой Девы Марии.

## История
21 мая 1960 года Римский папа Иоанн XXIII выпустил буллу «Quandoquidem novae», которой учредил епархию Сан-Жуан-дел-Рея, выделив её из архиепархии Марианы.
14 апреля 1962 года епархия Сан-Жуан-дел-Рея вошла в митрополию Жуис-ди-Форы.

## Ординарии епархии
- епископ Delfim Ribeiro Guedes (23.07.1960 — 7.12.1983);
- епископ Antônio Carlos Mesquita (16.12.1983 — 26.06.1996);
- епископ Waldemar Chaves de Araújo (26.06.1996 — 26.05.2010);
- епископ Célio de Oliveira Goulart (26.05.2010 — 19.01.2018);
- епископ José Eudes Campos do Nascimento (с 12.12.2018[1] — по настоящее время).

## Примечания

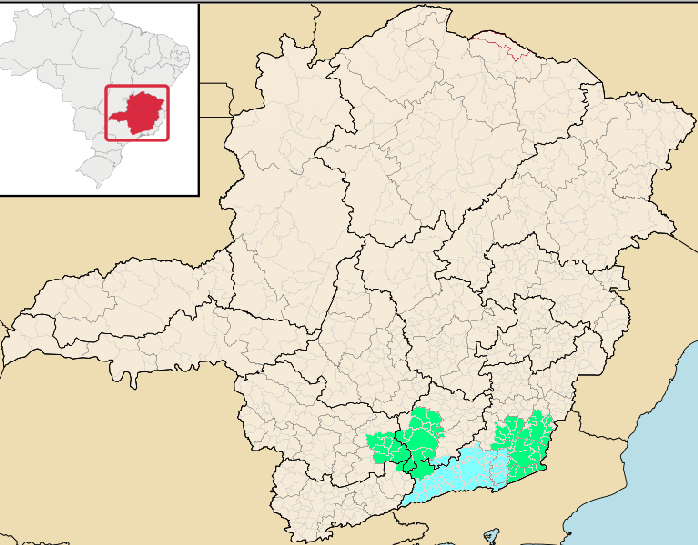
Ecclesiastical Province of Juiz de Fora.

## Источник
- Annuario Pontificio, Ватикан, 2005